# Biathlon aux Jeux olympiques de 1972
Navigation
Grenoble 1968 Innsbruck 1976
Les épreuves de biathlon aux Jeux olympiques d'hiver de 1972 ont lieu sur le site de biathlon de Makomanai  entre le 9 au 11 février 1972.

## Podiums
| Épreuve           | Or                                                                          | Argent                                                            | Bronze                                                                           |
| ----------------- | --------------------------------------------------------------------------- | ----------------------------------------------------------------- | -------------------------------------------------------------------------------- |
| 20 km individuel  | Magnar Solberg                                                              | Hansjörg Knauthe                                                  | Lars-Göran Arwidson                                                              |
| relais 4 × 7,5 km | Union soviétique Alexandre Tikhonov Rinnat Safin Ivan Byakov Viktor Mamatov | Finlande Esko Saira Juhani Suutarinen Heikki Ikola Mauri Röppänen | Allemagne de l'Est Hansjörg Knauthe Joachim Meischner Dieter Speer Horst Koschka |

## Tableau des médailles
| Rang | Nation             | Or | Argent | Bronze | Total |
| ---- | ------------------ | -- | ------ | ------ | ----- |
| 1er  | Norvège            | 1  | 0      | 0      | 1     |
| »    | Union soviétique   | 1  | 0      | 0      | 1     |
| 3e   | Allemagne de l'Est | 0  | 1      | 1      | 2     |
| 4e   | Finlande           | 0  | 1      | 0      | 1     |
| 5e   | Suède              | 0  | 0      | 1      | 1     |